# Saison 2006 des Dragons catalans
Maillots
Première saison de Super League pour les Dragons catalans.

## Résumé
Pour le premier acte du club qui est symbolisé par la création de l'équipe, de nombreux joueurs seront transférés de l'Union treiziste catalane. Le club s'investira également dans un gros recrutement à l'étranger dont le talentueux Stacey Jones, dit le Petit Général.
L'équipe sera confrontée à plusieurs problèmes lors de cette saison.
Tout d'abord le stade Gilbert-Brutus est en rénovation et les Dragons vont être forcés de s'exporter pour leurs matches à domicile à Canet-en-Roussillon, à Carcassonne, à Narbonne mais surtout dans l'antre des « quinzistes » de Perpignan, le stade Aimé-Giral.
Ensuite, c'est la légende Stacey Jones qui va être victime d'une fracture du bras gauche dès le deuxième match de la saison, ce qui l'éloignera des terrains pour une longue période. Le club recrutera alors un joker médical nommé Michael Dobson qui tiendra parfaitement sa place toute la saison mais sans être au niveau du Petit Général.
Dernier point, ce championnat est une grande découverte pour la quasi-totalité de l'effectif et le temps de découverte sera trop long pour espérer un résultat final, d'autant que l'entraîneur principal, Mick Potter, n'intégrera le club qu'en cours de saison.
Le premier match de Super League face aux Wigan Warriors tiendra toutes ses promesses. Nous sommes le 11 février 2006, au stade Aimé-Giral, l'un des clubs les plus titrés d'Angleterre débarque en Catalogne dans le but de prouver à tous les anglophones que les Catalans n'ont pas le niveau de la Super League. 11 122 spectateurs feront le déplacement pour assister à une des plus belles pages de l'histoire de ce nouveau club. Les Dragons vaincront les Warriors sur le score de 38 à 30 grâce à un grand Stacey Jones, élu homme du match pour l'occasion.
Au terme de la saison, l'équipe comptabilisera 8 victoires et 20 défaites ce qui malheureusement les classera bon dernier de la Super League. Étant protégé par le système de franchise pendant 3 ans, le club ne sera ni relégué, ni disqualifié du championnat.
Du côté de la Coupe d'Angleterre de rugby à XIII appelée plus communément Challenge Cup, on regrettera une élimination en 1/4 de finale contre le futur vainqueur, St Helens, avec une lourde défaite 56 à 10.
Notons en fin de saison la reconversion au club de Laurent Frayssinous. Celui-ci prendra sa retraite de joueur et entamera une nouvelle carrière d'entraîneur en tant qu'assistant de Mick Potter.

## Bilan
- Super League : 12e place.
- Playoffs : Non qualifié.
- Challenge Cup : 1/4 de finale.

## Récompenses
- Justin Murphy : Élu dans l'équipe type de Super League.
- Justin Murphy : Meilleur marqueur de Super League avec 25 essais réalisés.

## Affluence à domicile
- Affluence moyenne : 6 542 spectateurs.
- Plus forte affluence : 11 122 spectateurs (au Stade Aimé-Giral).
- Moins forte affluence : 4 197 spectateurs.